# ويليام باول (سياسي أمريكي)
ويليام باول (بالإنجليزية: William Paul)‏ هو محامي وسياسي أمريكي، ولد في 7 مايو 1885 في الولايات المتحدة، وتوفي في 4 مارس 1977 بسياتل في الولايات المتحدة.